# Dersoe Oezala (film)
Dersoe Oezala (Russisch: Дерсу Узала) is een Sovjet-Japanse film uit 1975 onder regie van Akira Kurosawa. De film is gebaseerd op het gelijknamige boek van de auteur Vladimir Arsenjev.

## Synopsis
De Russische militaire veldverkenner Vladimir wordt tijdens zijn tocht door Siberië geholpen door Dersoe, een inheemse jager die hij daar heeft ontmoet. Als Vladimir jaren later terugkomt met een groter expeditieteam wordt er opnieuw vriendschap gesloten. De twee vrienden besluiten om terug naar de bewoonde wereld te gaan. Dersoe komt erachter dat zijn traditionele kennis van de natuur hier niet van pas komt. 

## Rolverdeling
| Acteur               | Personage         |
| -------------------- | ----------------- |
| Yury Solomin         | Vladimir Arsenjev |
| Maxim Munzuk         | Dersu Uzala       |
| Vladimir Kremena     | Turtygin          |
| Alexander Pyatkov    | Olenev            |
| Svetlana Danilchenko | Anna              |
| Suimenkul Chokmorov  | Chzhan Bao        |